# Giovanni Battista Noghera
Giovanni Battista Noghera (* 9. Mai 1719 in Berbenno di Valtellina; † 7. November 1784 daselbst) war ein italienischer Jesuit.

## Leben
Giovanni Battista Noghera eingetreten 1735 in die Mailändische Provinz, dozierte an der Brera in Mailand und an der Wiener Universität Theologie, veröffentlichte 18 Bände homiletischer und apologetischer Werke.